# Mako Komuro
Pour les articles homonymes, voir Mako.
Mako Komuro (小室 眞子, Komuro Mako), née Mako d'Akishino (眞子内親王, Mako Naishinnō) le 23 octobre 1991 à l'hôpital de la Maison impériale dans les jardins du Kōkyo dans l'arrondissement de Chiyoda à Tōkyō, est une ancienne princesse et membre de la famille impériale japonaise, en tant que fille aînée du prince Fumihito, héritier présomptif de la Couronne japonaise, et de la princesse Kiko d'Akishino, la petite-fille de l'empereur Akihito et de l'impératrice Michiko et la nièce de l'actuel empereur du Japon, Naruhito. Depuis son mariage avec Kei Komuro le 26 octobre 2021, elle perd l'ensemble de ses titres royaux et est désormais connue sous le nom de Mako Komuro.
Son emblème personnel (お印, o-shirushi), obtenu, comme tous les enfants de la famille impériale, en même temps que son nom au septième jour après sa naissance, est le rosier de Lady Banks (木香茨, Mokko-bara).
Elle a une sœur, la princesse Kako, et un frère, le prince Hisahito.

## Éducation et obligations officielles
Comme tous les membres de la famille impériale depuis 1877, la princesse Mako a fait sa scolarité au sein de la Compagnie scolaire privée Gakushūin, et est sortie diplômée du lycée pour filles en mars 2010. Le mois suivant, elle intègre la division des Arts et des Sciences du Collège des Arts libéraux de l'ICU. Elle en est diplômée en mars 2014 après avoir étudié l'anglais au Trinity College de Dublin et avoir participé à un programme d'échange de 9 mois avec l'Université d'Édimbourg,. À partir de septembre 2014, elle étudie pendant un an à l'Université de Leicester et y reçoit son diplôme de maîtrise en muséologie en janvier 2016,.
Elle voyage pour la première fois à l'étranger en 2003, avec ses parents et sa sœur, lors d'un séjour estival en famille en Thaïlande. En août 2006, elle passe deux semaines à Vienne en Autriche dans le cadre d'un échange scolaire, étant logée chez des amis de la famille de sa mère (celle-ci passa les années de collège dans la capitale autrichienne où son père était en poste en tant que professeur d'économie). La même année, elle remplit ses premières obligations officielles en accompagnant son père dans des déplacements à Okinawa et au sanctuaire d'Ise. Elle fait par la suite 3 voyages officiels à l'étranger par elle-même.

## Une «net idol»

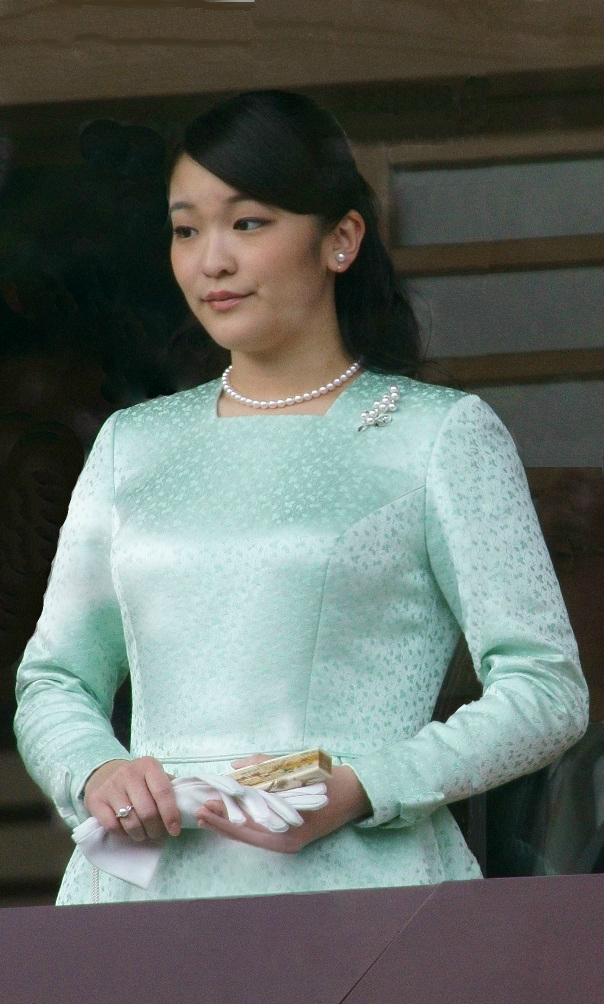
La princesse Mako d'Akishino en 2015.

La princesse Mako a été, pendant un temps à partir de 2004, une net idol au Japon après que des images la montrant vêtue du célèbre sailor fuku (l'uniforme scolaire féminin au Japon) ont été montrées à la télévision. De nombreux fan arts circulent alors sur internet. Un dépôt d'image est créé tandis qu'un vidéo-montage de ces dessins sur une musique du groupe japonais IOSYS circulant en septembre 2007 sur le très populaire site web de partage de vidéos Nico Nico Douga est visionné 1 763 877 fois et commenté 345 716 fois.
Si cette mode semble être retombée depuis, des sites populaires continuent à publier des images de la net idol Mako. Interrogée sur ce phénomène, l'Agence impériale a déclaré ne pas véritablement voir pourquoi elle aurait à réagir face à cela tant qu'il n'y a pas de signes d'outrages ou d'insultes à l'égard de la famille impériale.

## Mariage
En mai 2017, ses fiançailles avec Kei Komuro, un ancien camarade de classe à l'ICU sont annoncées. Leur mariage signifiera sa sortie de la famille impériale du Japon et la perte de son titre de princesse. Leurs fiançailles sont officialisées le 3 septembre. En février 2018, son mariage prévu auparavant en fin d'année est annoncé en 2020.
Ce mariage est très contesté, l’extrême droite organisant même des manifestations, accusant le jeune homme, qui n'est pas d'ascendance noble, de « détournement de l’impôt à son profit » (les princesses japonaises recevant 1,1 million d’euros lors de leur mariage). La presse conservatrice s'est également montrée très critique.
Le 26 octobre 2021, le mariage est célébré dans l'intimité et annoncé par l'agence de la maison impériale qui précise que la princesse Mako s'est envolée vers les États-Unis, et qu'elle perd à la suite de cette union « ses titres et rentes ».

## Titres et honneurs

### Titulature
- 23 octobre 1991 – 26 octobre 2021 : Son Altesse Impériale la princesse Mako d'Akishino (naissance).

### Distinctions

#### Japonaises
- Grand-croix de l'ordre de la Couronne précieuse (23 octobre 2011)

#### Étrangères
- Grand-croix de l'ordre du Soleil (Pérou)
- Grand-croix de l'ordre de Rio Branco (Brésil)
- Grand-croix de l'ordre national du Mérite (Paraguay)